# Lanthanusa sufficiens
Lanthanusa sufficiens är en trollsländeart som beskrevs av Maurits Anne Lieftinck 1955. Lanthanusa sufficiens ingår i släktet Lanthanusa och familjen segeltrollsländor. Inga underarter finns listade i Catalogue of Life.